# Casimir Arvet-Touvet
Jean Maurice Casimir Arvet-Touvet (1841 Gières – 1913) byl francouzský botanik.

## Život a kariéra
Byl synem vinaře a studoval v malém semináři Rondeau v Grenoblu. Studia práv opustil aby se, po smrti otce, postaral o rodinnou farmu. Ve volném čase se věnoval botanice a získal rozsáhlé vědomosti o flóře provincie Dauphiné. Ty prezentoval roku 1871 v díle Essai sur les plantes du Dauphiné.
Od roku 1880 se věnoval zkoumání rodu Hieracium a patřil k největším znalcům těchto rostlin. Spolupracoval s Gauthierem (1841-1911).
Popsal mnoho druhů rodu Hieracium a jeden druh rodu Fabaceae: Oxytropis amethystea.

## Dílo
- Hieraciorum praesertim Galliae et Hispanica systematicus, 1913